# Андраник Теймурян
Андраник Теймурян (на фарси - آندرانيک تيموريان, на арменски език - Անդրանիկ Թէյմուրեան, роден на 6 март 1983 г.) е бивш ирански футболист от арменски произход.

## Кариера

### Ранна кариера
Роден е в Техеран в арменско семейство. По-големият му брат Серджик също е футболист. Първи професионален договор подписва с тима на Огаб, а по-късно преминава и през Абумослем.

### Болтън
В края на август 2006 г. подписва с Болтън Уондърърс, след като му е осигурена работна виза. Отбелязва 2 гола при победата над Донкастър на 6 януари 2007 г. за купата на Футболната лига (Англия)|купата на ФЛ.

### Фулъм
На 12 юни 2008 г. преминава във Фулъм със свободен трансфер, след като договорът му с Болтън изтича. Дебютира при победата над Арсенал с 1:0. На 2 февруари 2009 г. е преотсъпен на Барнзли до края на сезона. На 1 юли 2010 г. е освободен. 
Малко по-късно същия месец участва в приятелски мач в тима на Блекбърн Роувърс. Не приема тяхното предложение и започва преговори с Шефилд Юнайтед на Гари Спийд. Трансфера пропада поради отказ да му бъде издадена нова работна виза.

### Трактор Сази
На 19 септември 2010 г. Теймурян се завръща в Иран като се присъединява към тима на Трактор от град Табриз.

### Естегнал
В средата на юли 2011 г. е потвърдено преминаването на Теймурян в тима на Естегнал. Първия си мач за отбора той записва срещу Сепахан. На 9 ноември 2011 г. е избран като един от десетте финалисти за футболист на годината в Азия. 

### Ал-Харатят
Закупен е от катарския Ал-Харатят за сумата от $1.8 милиона с договор за 1 година.

### Естегнал
Завръща се в Естегнал на 18 юли 2013 г. като подписва за 1 година.

## Национален отбор
Преминава през всички формации на Иран. С Иран участва на световното първенство в Германия през 2006 г. Първият му мач за националния отбор е срещу ОАЕ.

### Любопитно
Теймурян е единствения християнин в иранския национален отбор.

## Личен живот
По-големият брат на Андраник, Серджик Теймурян, също е футболист и играе в Германия за Майнц 05 като дефанзивен полузащитник. Той загива на 46-годишна възраст през 2020 г. в катастрофа.